# Erythranthe regni
Erythranthe regni är en gyckelblomsväxtart som beskrevs av Guy L. Nesom. Erythranthe regni ingår i släktet Erythranthe och familjen gyckelblomsväxter. Inga underarter finns listade i Catalogue of Life.